# بنك راكيات اندونيسيا
تترجم حرفيا. بي تي بنك راكيات اندونيسيا (بيرسيرو) تي بي كيه (يُشار إليه باسم "بنك الشعب الإندونيسي"، والمعروف باسم بي ار اي ) أحد أكبر البنوك في إندونيسيا .  وهو متخصص في القروض الصغيرة والتمويل الأصغر  من خلال الاقتراض والإقراض لما يقرب من 30 مليون من عملاء التجزئة من خلال أكثر من 8600 فرع ووحدة ومراكز خدمة ريفية. كما أن لديها أعمالًا تجارية صغيرة نسبيًا ولكنها متنامية. اعتبارًا من عام 2022، يعد ثاني أكبر بنك في إندونيسيا من حيث الأصول. 
بي ار اي هو أقدم بنك في إندونيسيا، حيث يعود تاريخه إلى عام 1895. وهي حاليًا شركة تشغيل مملوكة للحكومة بنسبة 53% (بيرسيرو) وكانت مملوكة للحكومة طوال الفترة منذ حرب الاستقلال (1945 إلى 1949) حتى نوفمبر 2003، عندما تم بيع 30% من أسهمها من خلال الاكتتاب العام .

شعار مبادرة الحزام والطريق بين عامي 2000 و2007، لا يزال يُستخدم أحيانًا لأغراض غير رسمية

الشعار السابق لـ بي ار اي، يُستخدم حتى ديسمبر 2020.